# Світ Кока-коли
Світ Кока-коли (англ. World of Coca-Cola) — музей, розташований в Атланті, штат Джорджія, Сполучені Штати, який демонструє історію компанії Coca-Cola. Комплекс площею 20 акрів (81,000 м2) відкрився 24 травня 2007 року, замінивши оригінальну будівлю, яка була заснована 1990 року у Підземній Атланті. Існують інші подібні магазини пов'язані з тематикою Кока-коли, в таких місцях як Лас-Вегас і Дісней-Спрінгс.

## Історія

### Оригінальний музей: 1990—2007
Оригінальний Світ Кока-коли знаходився у Даунтаун Атланті, штат Джорджія, на вулиці Мартіна Лютера Кінга молодшого 55, між Капітолієм штату Джорджія та торгово-розважальним районом Підземної Атланти. Музей було вікдрито у 1990 році, і він залишався відкритим до 2007. Його побачило близько дев'яти мільйонів відвідувачів протягом усіх років роботи, ставши найбільш відвідуваною пам'яткою Атланти, поки її не перевершив Акваріум Джорджії у 2009 році.
Музей мав за мету служити продовженням історії Кока-коли, яка сягає 1886 року, коли Джон Пембертон, фармацевт з Атланти, створив унікальний безалкогольний напій зі специфічним смаком сиропу, який став користуватися великою популярністю. Френк М. Робінсон, його партнер і бухгалтер, створив таку назву як «Coca-Cola», а також дизайн.
Музей розташовувався у трьохповерховому павільйоні, а на його вході була величезна неонова вивіска «Coca-Cola» (9 метрів заввишки і 8 метрів в ширину). Цей знак був виготовлений компанією Metals Manufacturing у Вест-Веллі, штат Юта. Екскурсія розпочиналася на верхньому поверсі та продовжилася вниз, показуючи приблизно 1000 артефактів Кока-коли, представлених у хронологічному порядку, інтерактивні виставки, такі як копія фонтану з газованою водою 1930-х років, відеопрезентації реклами напою протягом багатьох років та 10-хвилинний фільм про «Кока-колу в усьому світі». Екскурсія включала «Вражаючий фонтан», де відвідувачам дозволялося скуштувати різні продукти Кока-коли. У зоні «Смаки Штатів» гості мали змогу спробувати 22 різні безалкогольні напої, деякі з яких доступні лише в окремих регіонах.
Експозиція «Смаки світу» розташувалася в «Міжнародному Залі». Також була крамниця із сувенірами Кока-коли.
Уряд штату Джорджія придбав будівлю колишнього музею за 1,1 мільйона доларів після того, як Coca-Cola звільнила приміщення у 2007 році. Пізніше штат придбає навколишню землю у 2016 році в рамках обміну майном з міською владою Атланти. Законодавці штату висунули пропозиції щодо створення історичного музею штату у цій будівлі, але жодних дій не було вжито через вартість реконструкції, а також через відсутність фінансування.

### Переїзд і нові цікавинки: 2007— наш час

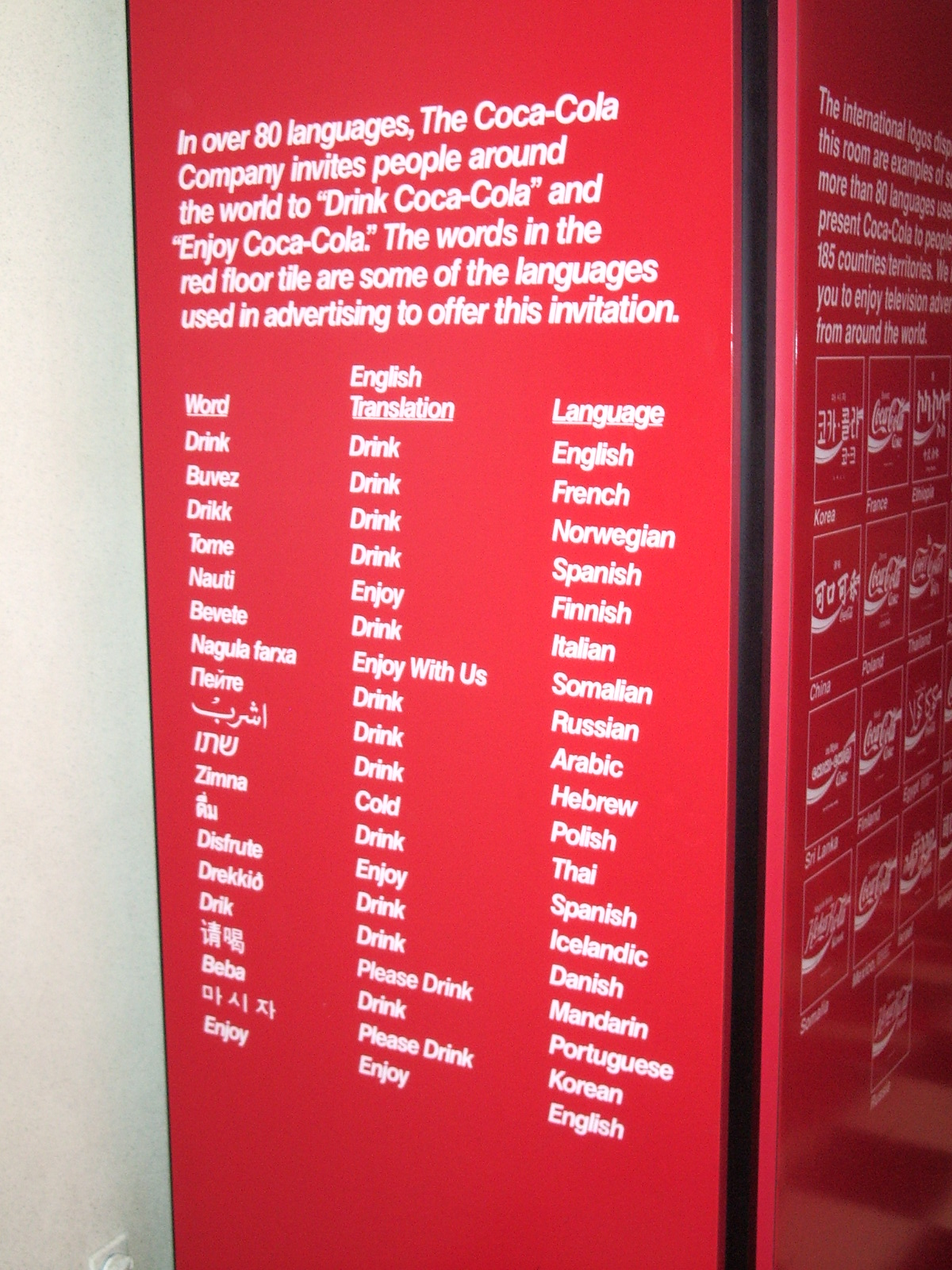
Слогани Кока-коли різними мовами

Музей було перенесено на Бейкер-стріт 121, лише за кілька кварталів від місця, де Джон Пембертон створив оригінальну формулу напою. Будівля площею 81,000 м2 була побудована за 97 мільйонів доларів і відкрита у 2007 році. Розташована в Атланті (де знаходиться штаб-квартира компанії), на Пембертон Плейс (названий на честь Джона Пембертона). Комплекс площею 81,000 м2 розташований навпроти Столітнього олімпійського парку, а також є домом для Акваріума Джорджії та Центру прав громадськості і людини. Він був відкритий 24 травня 2007 року, замінивши оригінальну будівлю.
У музеї представлені експонати про секретну формулу Кока-коли, 3D-фільм про безстрашного ученого і його помічника які намагаються розгадати рецепт, і дозволяє відвідувачам спробувати 60 різних смаків напою з усього світу. Тут також розташована повністю функціональна лінія розливу, яка виробляла пляшки Кока-коли об'ємом 8 унцій (227 грамів) для роздачі відвідувачам. Однак, через експлуатаційні витрати, з 2013 року машина працює в режимі демонстрації.

#### За межами Атланти

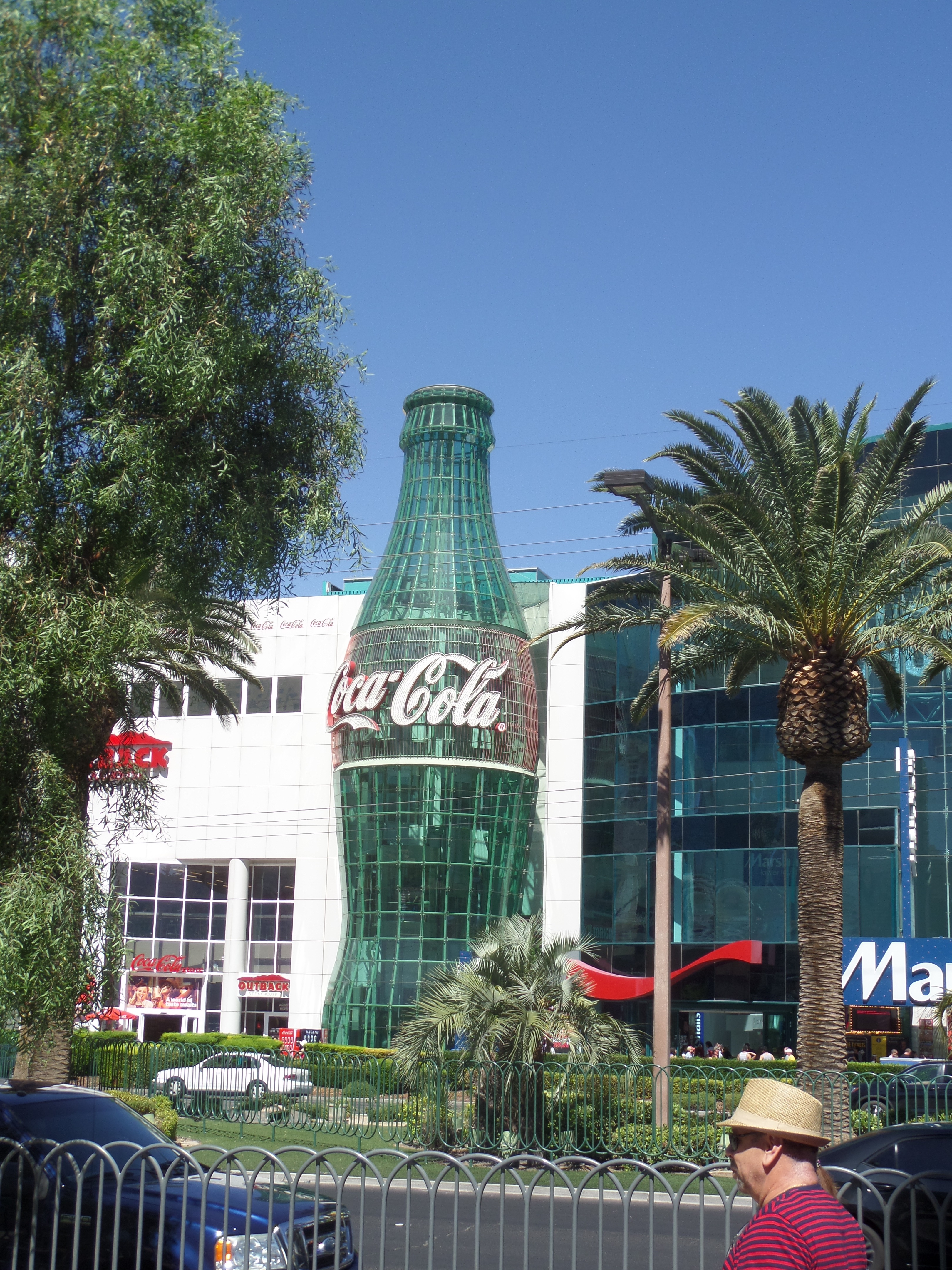
Магазин «Everything Coca-Cola» у Лас-Вегасі, штат Невада. Червень 2017 року

За межами Атланти є й інші локації Світу Кока-коли. Наприклад, Club Cool, колишній Ice Station Cool, розташований у розважальному парку Epcot, Дісней Ворлд. Коли його назвою було «Ice Station Cool», фасад нагадував полярну експедицію з такими елементами, як снігохід. Як і інші виставки Кока-коли, вона включала зону, де гості могли скуштувати напої з усього світу. У 2016 році у Дісней-Спрінгс відкрився «Світ Кока-коли», створений за зразком атракціону в Атланті, у якому представлена продукція Кока-коли з усього світу.
Світ Кока-коли Лас Вегас, побудований у 1997 році, розташовувався у торговому центрі Showcase Mall на Лас-Вегас Стріп. Його закрили у 2000 році, але магазин Everything Coca-Cola залишається відкритим. Світ Кока-коли Токіо був розташований на 6-му поверсі Медіаджу в Одайбі. Було закрито 15 січня 2007 року. Також є Музей Кока-коли в Таоюані, Тайвань.

## Галерея
Старий музей

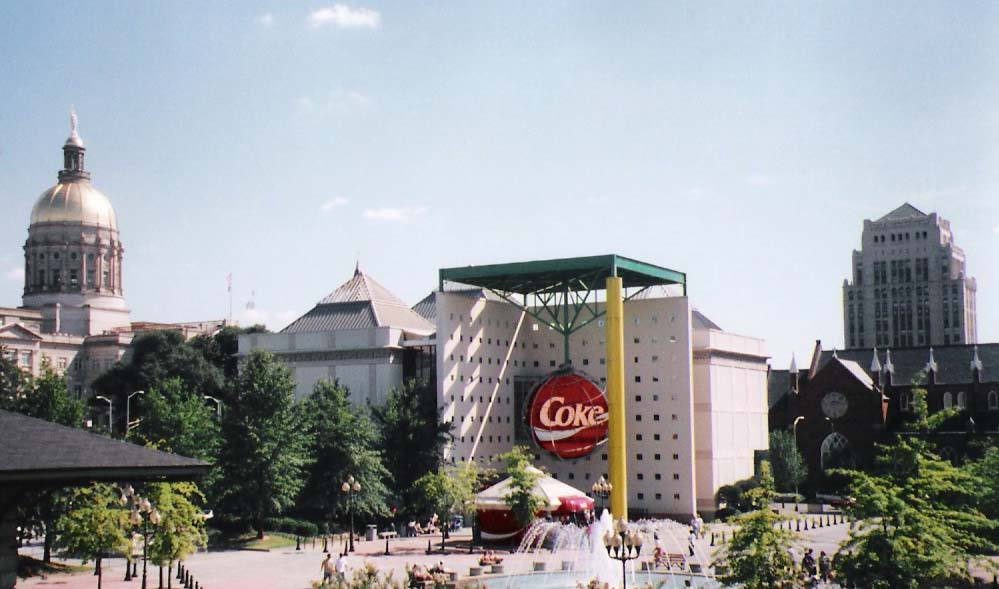
Зовнішній вигляд музею у 2006 році, між Підземною Атлантою та Капітолієм штату Джорджія
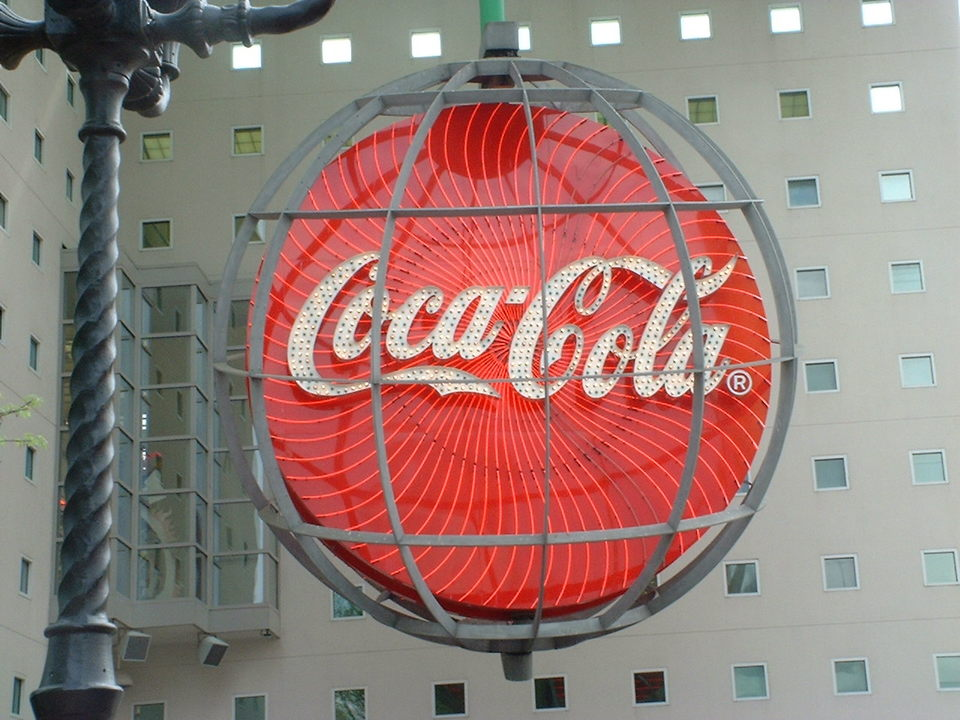
Вивіска музею у 2005 році, за два роки до його переїзду
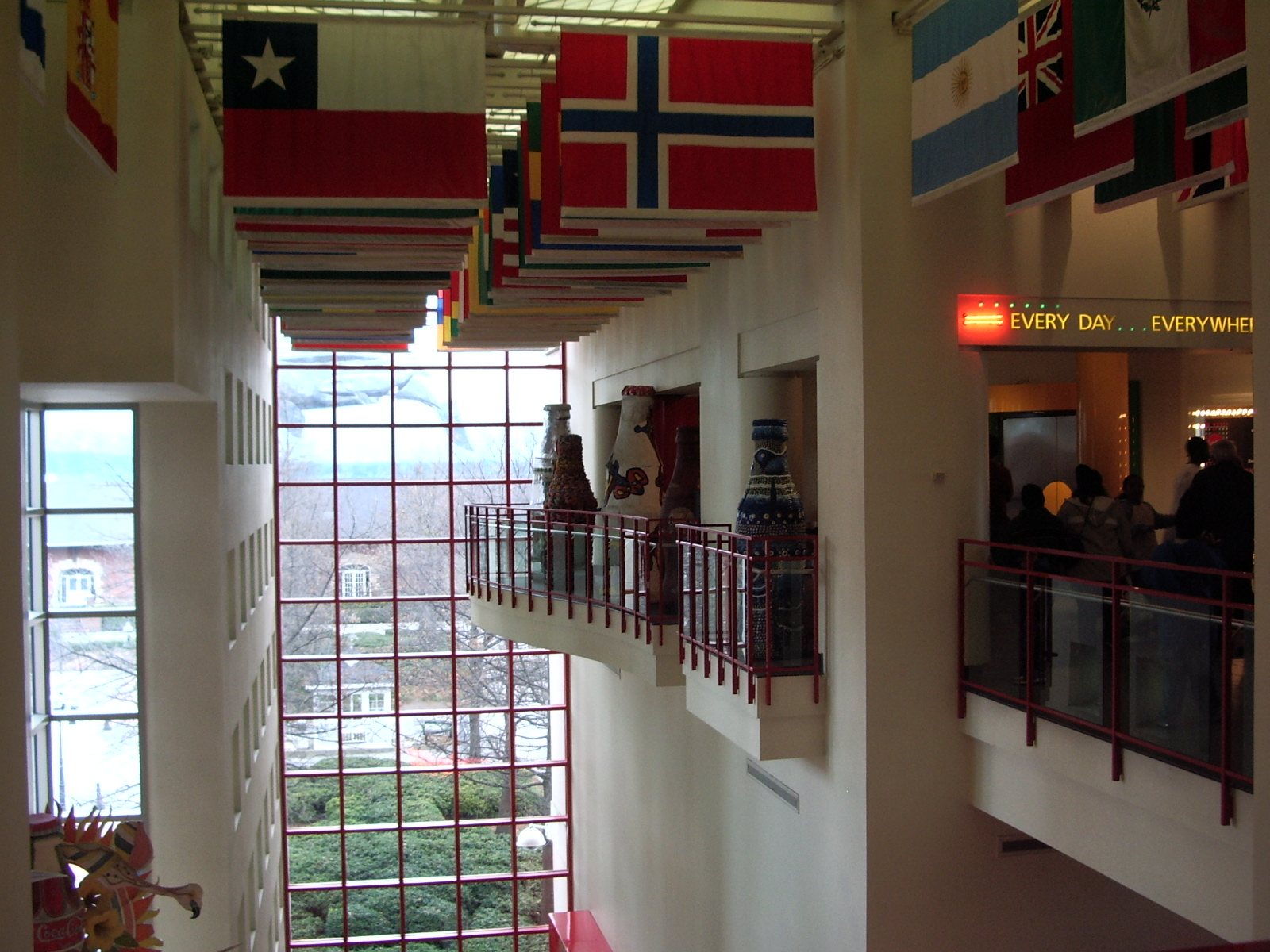
Інтер'єр 2005 року
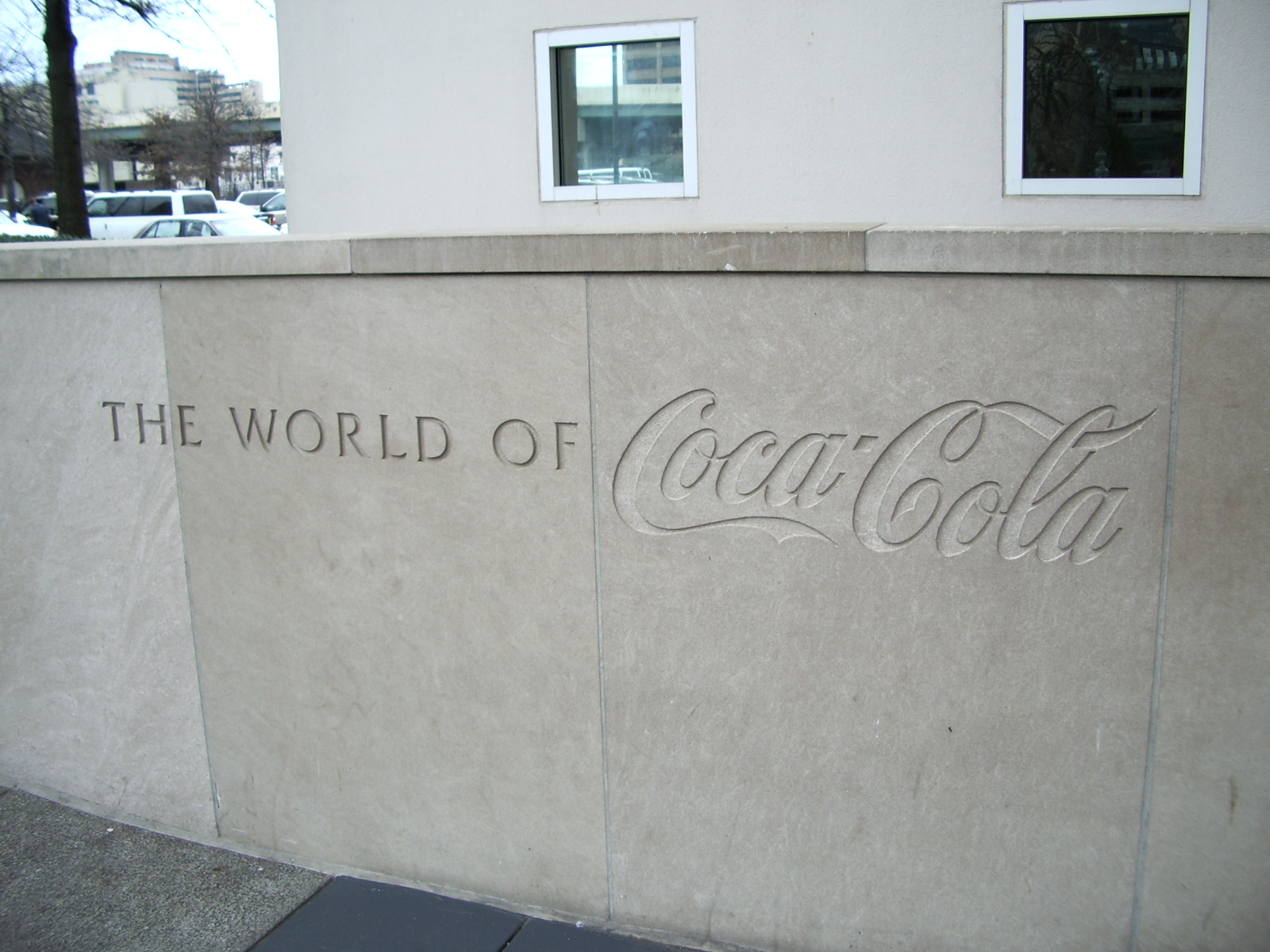
Надпис 2005 року
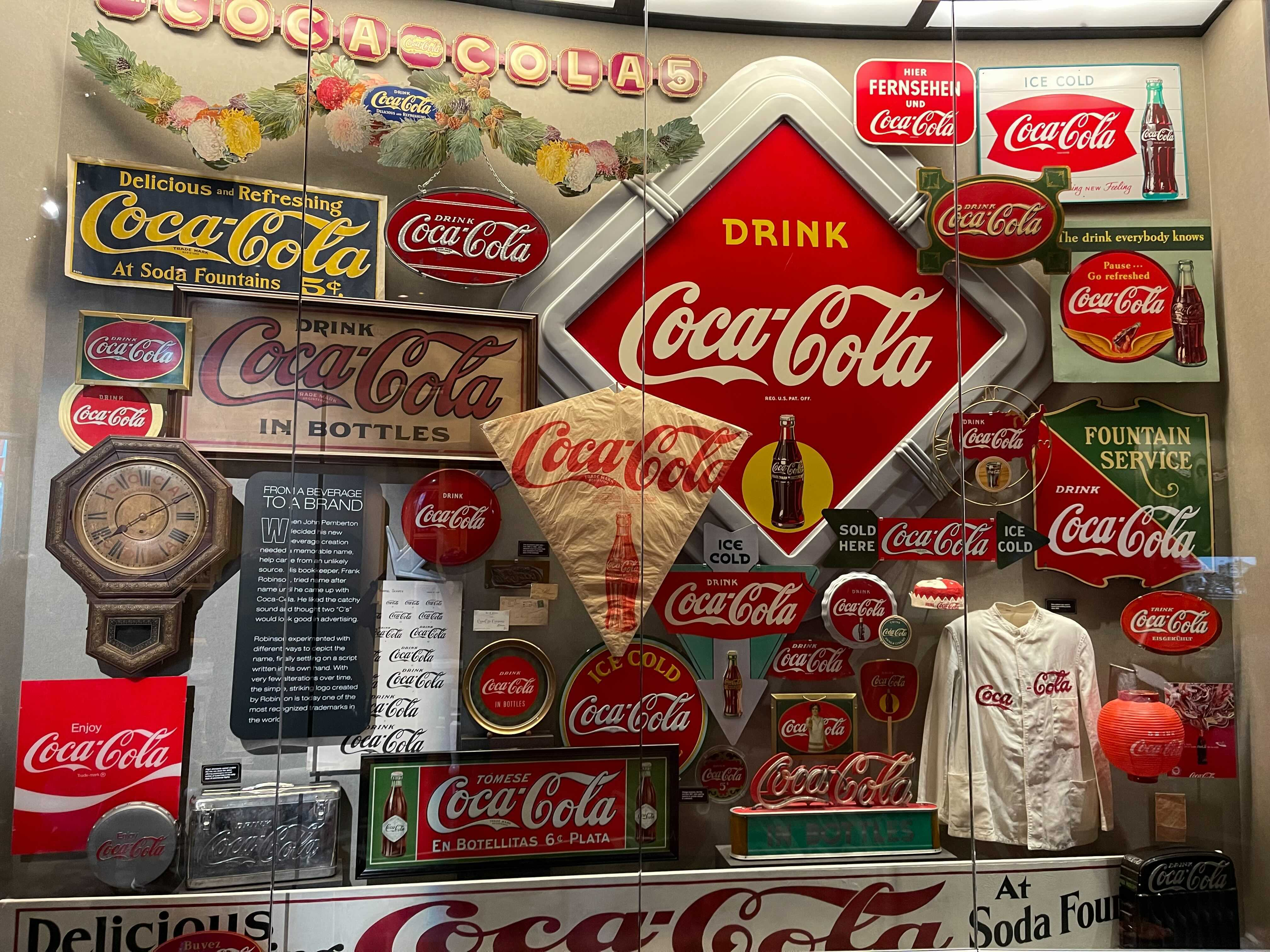
Артефакти Кока-коли 19, 20 і 21 століття

Новий музей

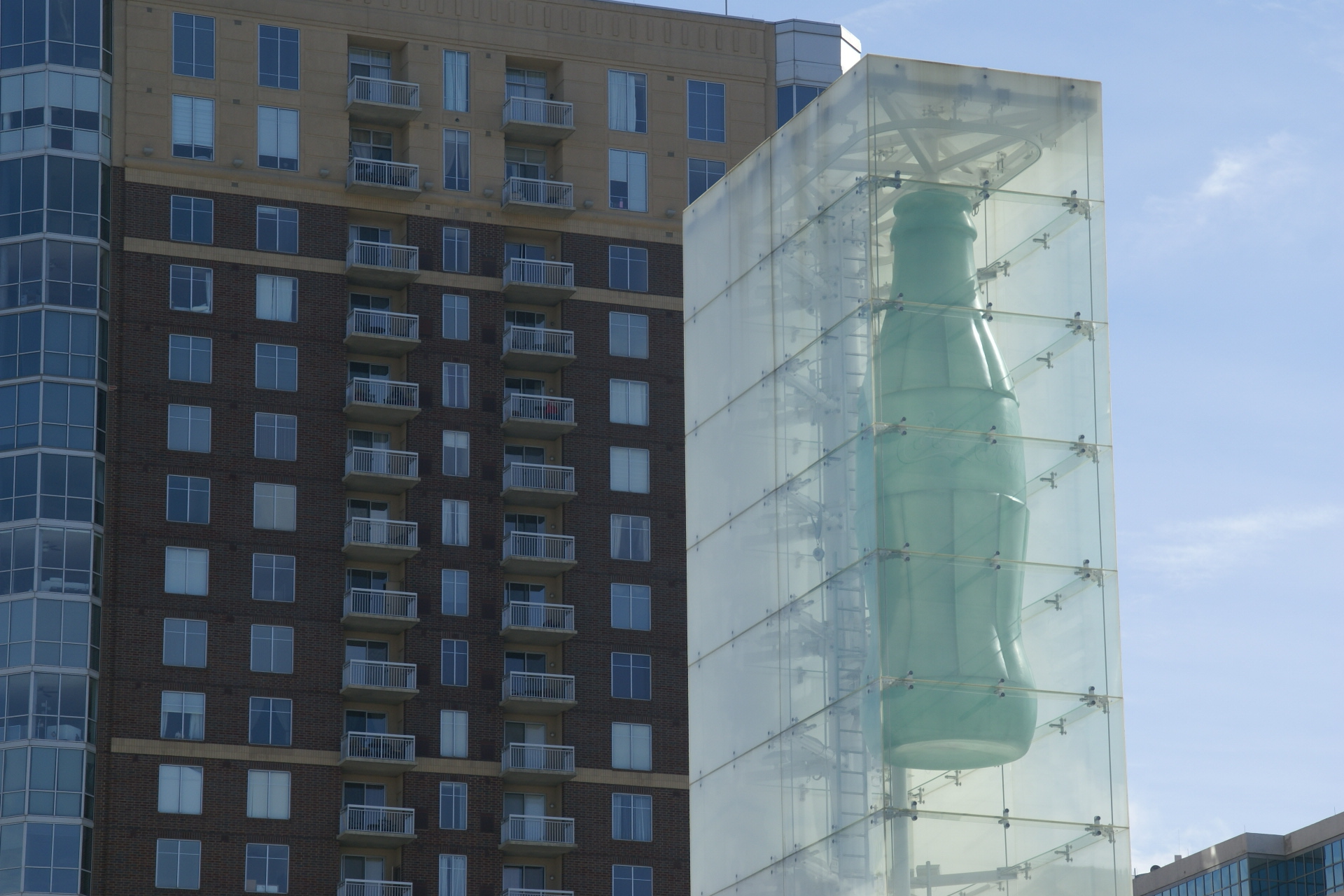
Теперішній Світ Кока-коли
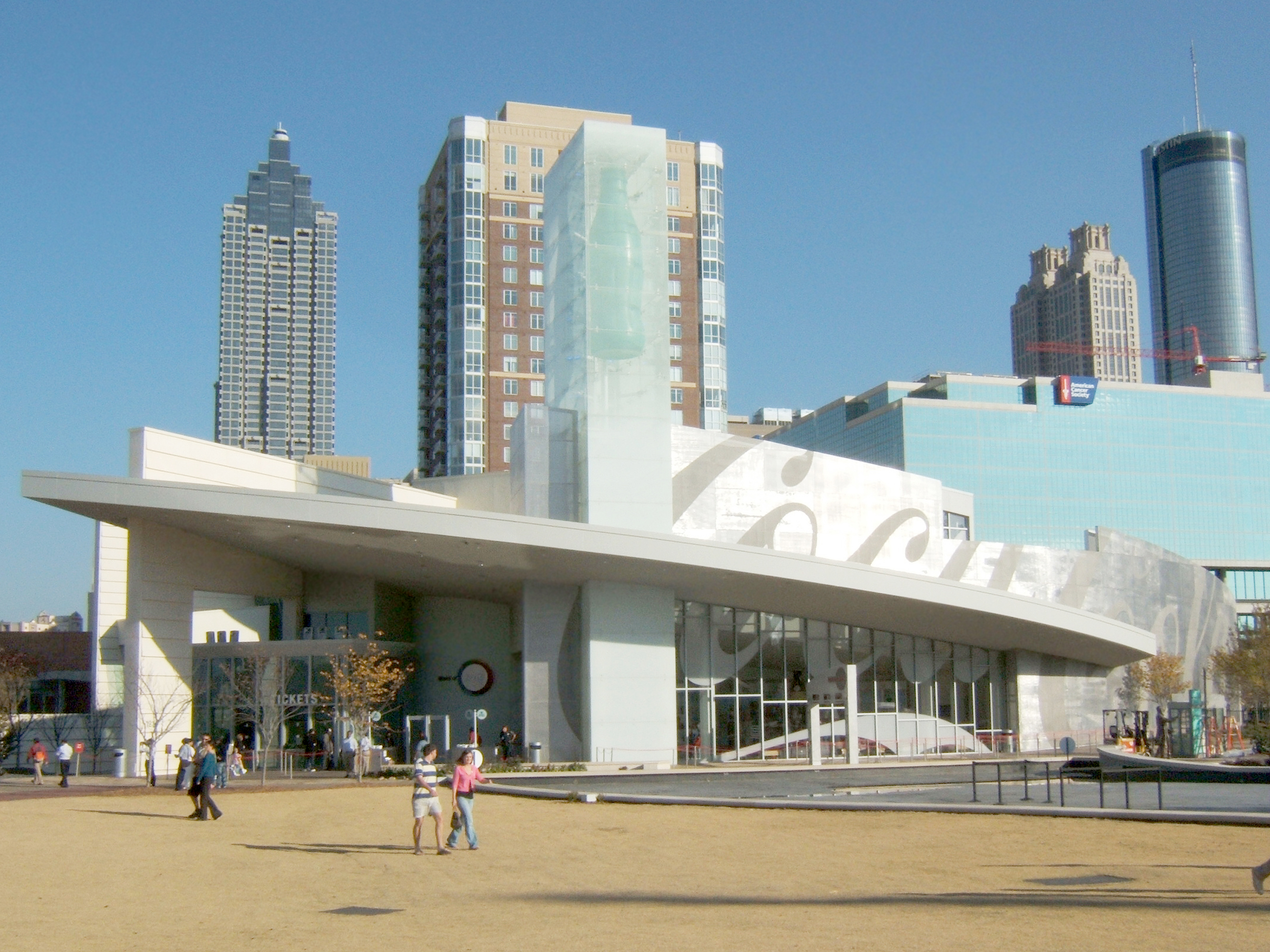
Екстер'єр
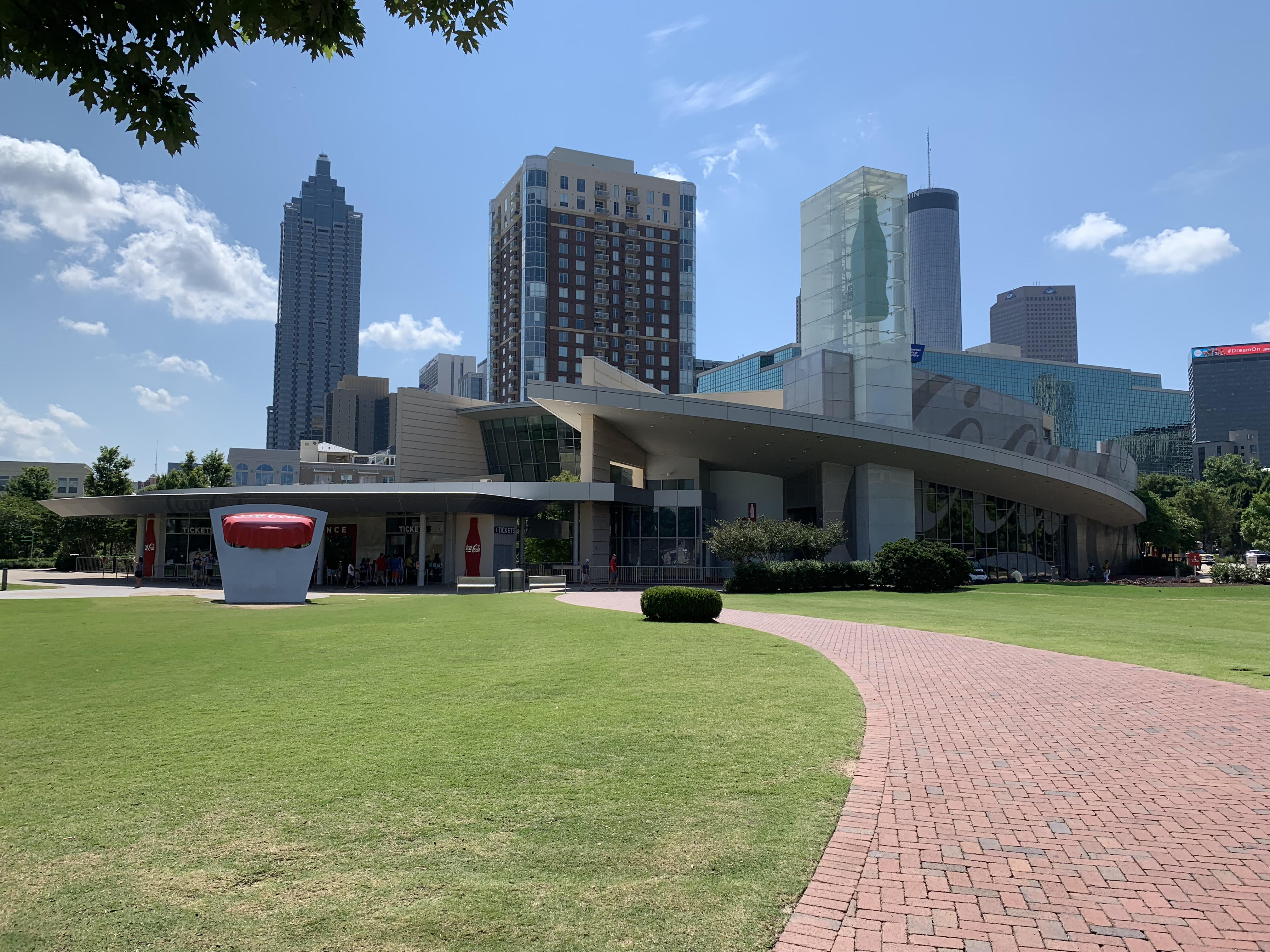
Зовнішній вигляд у червні 2019 року
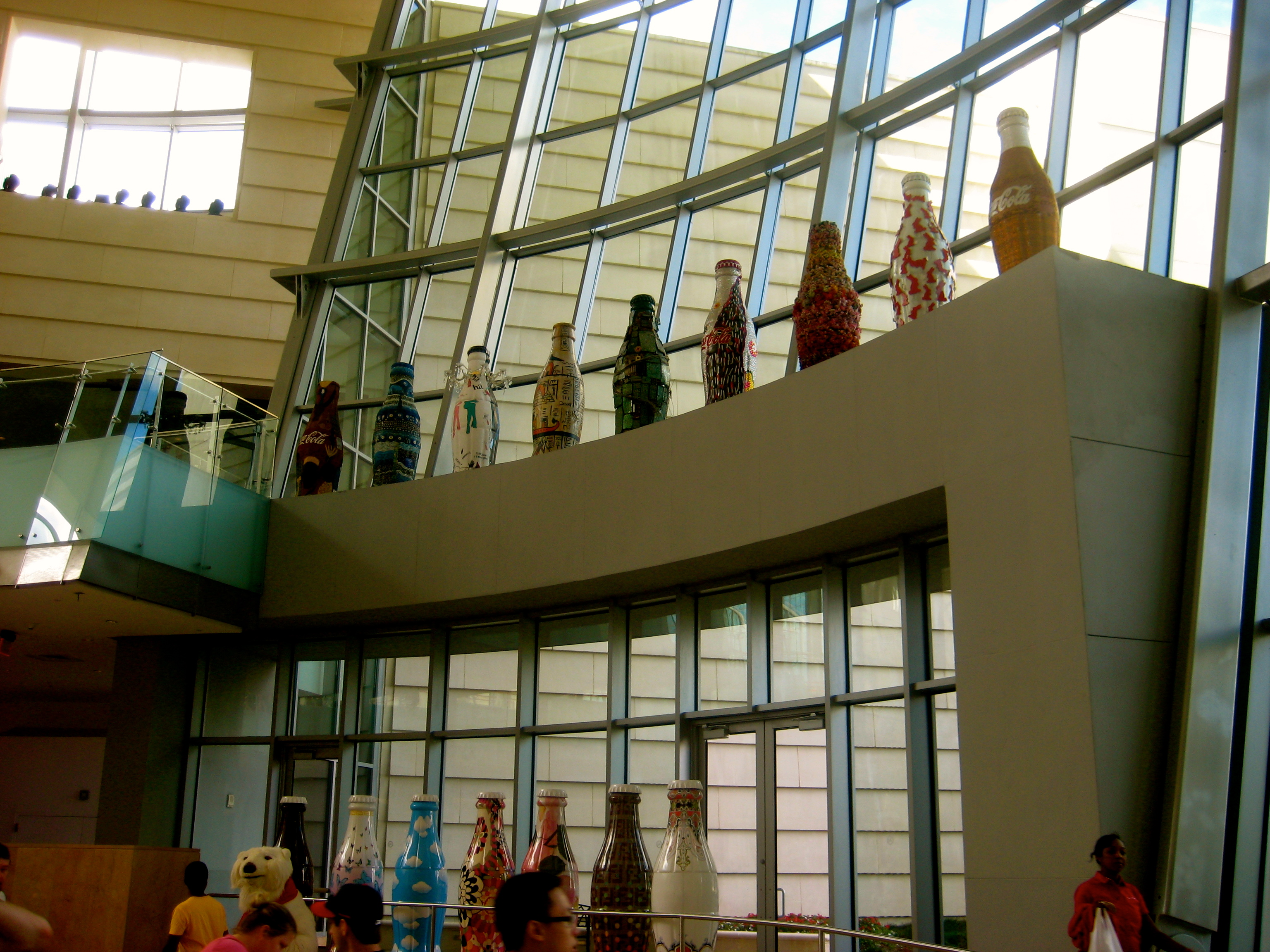
Інтер'єр 2018 року
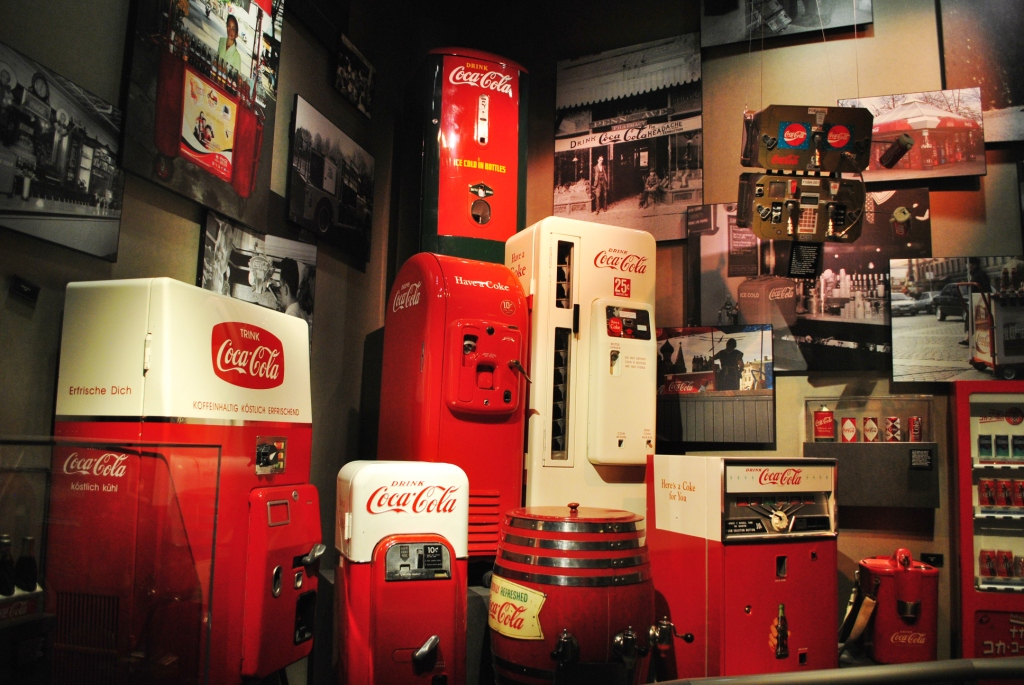
Старі автомати у 2018 році
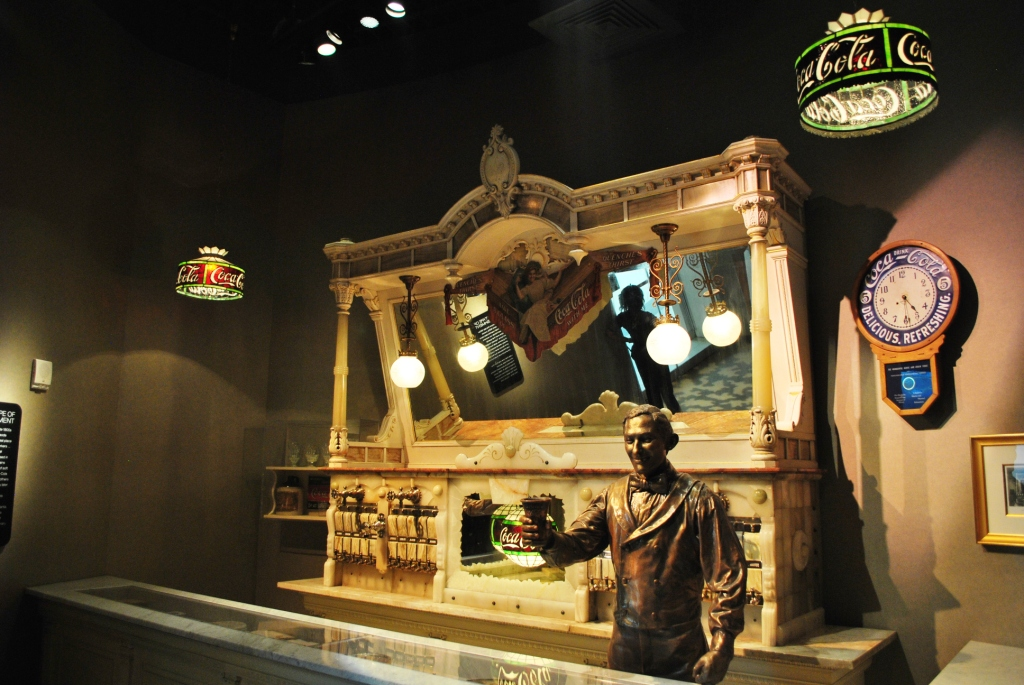
Барна стійка у експозиції «Важливе освіження» станом на 2018 рік
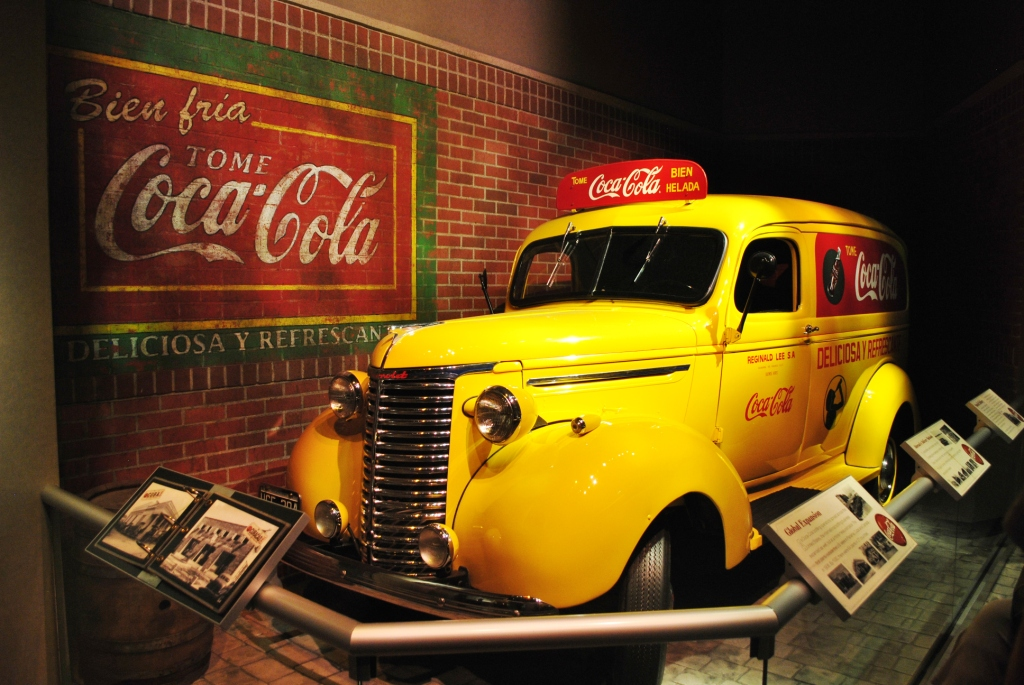
Автомобіль доставки у експозиції «Важливе освіження», 2018 рік